# Ordonnance du 8 octobre 1814
L’ordonnance du 8 octobre 1814 est une ordonnance royale de Louis XVIII, qui attribuait le titre de chevalier et la noblesse héréditaire aux membres de la Légion d'honneur quand trois générations consécutives de membres de la Légion d'honneur avaient obtenu des lettres patentes de chevalier sur justification d'un revenu de trois mille francs.
Le seul cas connu d'une personne ayant bénéficié de cette ordonnance est celui de Paul Flury-Herard, confirmé chevalier héréditaire par décret du président de la République, du 25 septembre 1874.

## Dispositions de l'ordonnance
L’ordonnance du 8 octobre 1814 signée par Louis XVIII stipulait :
- Art. 1er. Il continuera d'être expédié des lettres patentes conférant le titre personnel de chevalier et des armoiries aux membres de la Légion d'honneur, qui se retireront à cet effet devant le Chancelier de France, et qui justifieront qu'ils possèdent un revenu net de trois mille francs au moins, en biens immeubles situés en France.
- Art. 2. Lorsque l'aïeul, le fils et le petit-fils auront été successivement membres de la Légion d'honneur, et auront obtenu des lettres patentes, conformément à l'article précédent, le petit-fils sera noble de droit, et transmettra la noblesse à toute sa descendance.

## Une disposition incompatible avec la Constitution de la République
« Ces dispositions sont-elles toujours applicables ? Après l'abrogation des titres de noblesse, prononcée par le Gouvernement provisoire de la IIe République, le 29 février 1848, Louis Napoléon, par décret du 24 janvier 1852, rétablit les titres de noblesse. Et la IIIe République n'a rien modifié à ces dispositions. Toutefois, on peut avoir des doutes sur la réalité de la transmission de ce titre nobiliaire, dans la mesure où il n'est plus expédié de lettres patentes depuis le décret concernant la famille Flury-Herard du 25 septembre 1874. ».
- La noblesse cessa définitivement d'exister légalement en France le 4 septembre 1870 à l'avènement de la Troisième République, mais les titres de noblesse réguliers qui ont fait l'objet d'un arrêté d'investiture du Garde des Sceaux peuvent être portés comme accessoire du nom[2].

- Le seul et dernier cas connu de l'article 12 du décret du 1er mars 1808 est celui de Paul Flury-Herard, confirmé chevalier héréditaire par décret du Président de la République, du 25 septembre 1874, vu les articles 11 et 12 du premier statut du 1er mars 1808, l'article 22 du décret du 3 mars 1810 et les articles 1 et 2 de l'ordonnance du 8 octobre 1814[1].

- Un avis du conseil d'administration du ministère de la Justice, du 18 avril 1913, a précisé que les membres de la Légion d'honneur qui n'auront point obtenu de lettres patentes de leur titre, ne pourront prendre celui de chevalier de l'Empire et qu'ils ne pourront, dans l'énonciation de leur qualité, mettre le titre de chevalier qu'à la suite du nom en désignant l'ordre auquel ils appartiennent[1].

- Une note de la Direction des Affaires civiles et du Sceau du 21 avril 1932, a indiqué que le titre de chevalier et le titre de noblesse ne sont pas acquis de plein droit par le seul fait d'une nomination dans l'ordre de la Légion d'honneur[1].

- Une décision du 10 mai 1875 prise en conseil des ministres, par le maréchal de Mac-Mahon, Président de la République, a statué qu'en l'état des lois constitutionnelles, il y avait lieu d'écarter les demandes ayant pour objet la collation de titres français nouveaux[1].

- Depuis, pour la Grande Chancellerie « ne pourrait être qu'incompatible avec la Constitution toute interprétation autre, étant en particulier observé que le préambule et l'article 2 de l'actuelle loi suprême de la République font obstacle à ce que, même dans certains cas et sous certaines conditions, la seule naissance puisse conférer titres ou privilèges honorifiques particuliers en France. »[1]